# Assassinato de Sierah Joughin
Sierah Joughin (11 de fevereiro de 1996 - 22 de julho de 2016) foi uma mulher americana que foi sequestrada e assassinada em Delta, Ohio. Ela desapareceu em 19 de julho de 2016 e foi encontrada morta três dias depois. Seu agressor, James D. Worley, foi condenado e sentenciado à morte pelo assassinato e a mais de vinte anos de prisão pelo sequestro, agressão e outras acusações relacionadas. Sua execução está agendada para 20 de maio de 2025.

## Na cultura popular
Em maio de 2022, a estação afiliada local da CBS, WTOL, publicou uma reportagem e trechos de uma entrevista exclusiva entre Worley e Melissa Andrews. Worley havia escrito várias cartas para Andrews no início daquele ano e enviado um manifesto de 105 páginas alegando sua inocência no assassinato de Joughin. O manifesto em si não foi publicado. No manifesto, Worley faz referência indireta a um caso de 1996 de uma mulher desaparecida chamada Claudia "Sissy" Tinsley. Andrews concluiu que Worley foi a última pessoa que Tinsley viu viva e o implicou em seu desaparecimento, mas Worley negou qualquer envolvimento.
A investigação e julgamento do assassinato de Joughin apareceram em várias séries de televisão e podcasts:
- Buried In the Backyard (Temporada 2.ª, Episódio 10; "Deep In The Cornfields") em Oxygen[3][4][5]
- Living a Nightmare (Temporada 1.ª, Episódio 1; "The Long Way Home") em Investigation Discovery[6]
- 20/20 (Temporada 46.ª, Episódio 5; "She Was Almost Home") em ABC[7]
- "The Evil That Followed" - That Chapter podcast, 5 de abril de 2023
- "Murdered: Sierah Joughin" - Crime Junkie podcast, 19 de abril de 2021
- "Sierah Joughin" - Generation Why podcast, 15 de setembro de 2019

## Sierah Joughin
Sierah Catherine Joughin nasceu em Sylvania, Ohio, em 11 de fevereiro de 1996, filha dos pais Sheila Vaculik e Tom Joughin. Apelidada de "Ce" por amigos e familiares, ela se formou na Evergreen High School em 2014. No momento de sua morte, ela estava matriculada no Junior College of Business da Universidade de Toledo, estudando gestão de recursos humanos e estagiando na empresa de estamparia de metal de seu tio.